# Таштемиров, Мухаммадкодир
Мухаммадкодир Таштемиров (Mukhammadkodir Toshtemirov, род. 17 сентября 2001 года) — узбекский тяжелоатлет, выступающий в весовой категории до 81 кг. Двукратный бронзовый призёр чемпионатов мира (2023 и 2024 годов), серебряный призёр чемпионата Азии 2021 года, бронзовый призёр чемпионата Азии 2022 года. Серебряный призёр летних юношеских Олимпийских игр 2018 года. 

## Карьера
В Буэнос-Айресе, в 2018 году, на летних юношеских Олимпийских играх, узбекский атлет завоевал серебро в категории до 77 кг. 
На чемпионате Азии 2020 года, который состоялся в Ташкенте, Таштемиров завоевал серебряную медаль в категории до 81 кг с результатом 353 кг по сумме двух упражнений. 
В 2022 году на чемпионате Азии в Бахрейне узбекский спортсмен стал бронзовым призёром с результатом 346 кг. 
В Саудовской Аравии, где состоялся Чемпионат мира по тяжёлой атлетике 2023 года, Мухаммадкодир в категории до 81 кг завоевал бронзовую медаль чемпионата мира с результатом 352 кг по сумме двух упражнений. Малая золотая медаль в рывке также досталась ему (164 кг).
В декабре 2024 года в Манаме, на чемпионате мира, Таштемиров выступил в весовой категории до 81 кг, где смог завоевать бронзовую медаль с результатом 355 кг. В упражнении рывок он завоевал малую серебряную медаль (165 кг).

## Спортивные результаты
| Год  | Соревнование   | Место проведения | Весовая категория | Рывок  | Толчок | Сумма двоеборья | Место |
| 2020 | Чемпионат Азии | Ташкент          | до 81 кг          | 160 кг | 193 кг | 353 кг          | 2     |
| 2022 | Чемпионат Азии | Чинджу           | до 81 кг          | 154 кг | 192 кг | 346 кг          | 3     |
| 2023 | Чемпионат мира | Эр-Рияд          | до 81 кг          | 164 кг | 188 кг | 352 кг          | 3     |
| 2024 | Чемпионат мира | Манама           | до 81 кг          | 165 кг | 190 кг | 355 кг          | 3     |